# (3101) Goldberger
(3101) Goldberger es un asteroide perteneciente al cinturón interior de asteroides descubierto el 11 de abril de 1978 por Jasper V. Wall, Eleanor Francis Helin y Gavril Grueff desde el observatorio del Monte Palomar, Estados Unidos.

## Designación y nombre
Goldberger recibió inicialmente la designación de 1978 GB.
Posteriormente, en 1984, se nombró en honor del físico teórico estadounidense Marvin Leonard Goldberger (1922-2014).

## Características orbitales
Goldberger orbita a una distancia media de 1,979 ua del Sol, pudiendo alejarse hasta 2,071 ua y acercarse hasta 1,887 ua. Tiene una excentricidad de 0,04656 y una inclinación orbital de 28,56 grados. Emplea en completar una órbita alrededor del Sol 1017 días.
Goldberger forma parte del grupo asteroidal de Hungaria.

## Características físicas
La magnitud absoluta de Goldberger es 13,9 y el periodo de rotación de 5,268 horas.